# Georg Jakob Schneider
Georg Jakob Schneider nació el 18 de junio de 1809 en Eichstätten y murió el 18 de diciembre de 1883 en Badenweiler, Baden, Alemania. Aprendió carpintería y luego fue al Instituto de Dibujos Arquitectónicos (nombre local: Architektonisches Zeichnungsinstitut) en Friburgo que el maestro mayor de obras del distrito Christoph Arnold había fundado para la formación adicional de obreros de la construcción. Comenzó a estudiar arquitectura en el Instituto de Tecnología de Karlsruhe en 1833. Su primer gran obra fue la dirección de la así llamada restauración del castillo de Ortenberg cerca de Offenburg donde muchos detalles recuerdan el Castillete de Colombi que diseñó veinte años más tarde en Friburgo. De 1842 hasta 1877 fue profesor en la escuela taller de Friburgo y de paso también maestro mayor de obras de la ciudad y luego de la universidad.